# 성질 죽이기
《성질 죽이기》(영어: Anger Management)는 2003년 개봉한 미국의 버디 코미디 영화이다. 피터 시걸이 연출하고, 애덤 샌들러, 잭 니컬슨, 머리사 토메이, 루이스 구스만, 우디 해럴슨, 존 터투로 등이 출연하였다.
이 영화에 느슨하게 바탕한 동명 텔레비전 시리즈가 2012년부터 2014년까지 FX에서 방영되었다.

## 줄거리
1978년 브루클린. 어린 데이브는 첫 키스를 하려는 순간 바지가 벗겨지는 수모를 당한다.
이 트라우마로 데이브는 성인이 되어서도 애정 표현에 어려움을 겪는다. 직장에서는 무례한 상사 밑에서 일하고, 과거에 여자친구 린다와 연애를 했던 린다의 직장 동료는 린다와의 관계를 되돌리고 싶어한다.
어느 날 비행 중 사소한 시비로 인해 폭행죄로 체포된 데이브는 유명하지만 괴팍한 심리 치료사 버디에게 분노 조절 치료를 받게 된다. 버디의 과격한 치료 방식 때문에 데이브는 오히려 더 큰 문제에 휘말리게 되고, 치료 기간은 늘어난다. 법원이 데이브에게 24시간 밀착 치료를 명령하자 버디는 데이브의 직장과 일상생활을 함께하며 온갖 기행을 벌인다. 버디는 데이브의 여자친구 린다에게 호감을 느끼고, 이를 눈치챈 데이브는 버디의 과거 소송 기록을 찾아내 그를 고발하려 하지만 계속 실패한다. 
버디는 데이브의 자신감을 키우기 위해 다양한 방법들을 시도하고, 과거 데이브에게 수모를 준 불량배에게 복수하도록 돕기도 한다. 하지만 린다는 버디의 조언에 따라 데이브와 잠시 별거를 하겠다고 선언하고, 데이브는 버디가 린다와 사귀는 것을 알게 되자 분노한다. 버디는 데이브에게 접근 금지 명령을 내릴 것을 요청하고, 법원은 이를 허가한다. 직장에서도 승진에서 밀린 데이브는 결국 폭발하여 동료를 폭행하고 사무실을 난장판으로 만든다.
버디가 린다와 함께 뉴욕 양키스 경기를 관람한다는 사실을 알게 된 데이브는 버디가 자신의 청혼 계획을 훔치려 한다고 오해하여 야구장으로 달려간다. 경기장에서 린다에게 공개적으로 자신의 마음을 전하고 청혼에 성공하지만, 이 모든 것이 린다와 버디가 데이브를 위해 준비한 마지막 치료 단계였음이 밝혀진다. 데이브는 자신의 문제점을 극복하고 성장하며, 마지막 파티에서 친구들과 함께 즐거워한다.

## 출연진
- 애덤 샌들러
- 잭 니컬슨
- 머리사 토메이
- 루이스 구스만
- 조너선 로크런
- 커트 풀러
- 크리스타 앨런
- 재뉴어리 존스
- 존 터투로
- 린 시그펜
- 우디 해럴슨
- 케빈 닐런
- 앨런 코버트
- 낸시 커렐
- 존 C. 라일리
- 헤더 그레이엄
- 해리 딘 스탠턴
- 아이작 C. 싱글턴 주니어
- 스티븐 더넘

본인 역
- 존 매킨로
- 데릭 지터
- 로버트 메릴
- 밥 나이트
- 로저 클레먼스
- 루디 줄리아니

## 기타 제작진
- 공동 제작: 얼레그라 클레그
- 배역: 로저 머슨든
- 미술: 앨런 오
- 의상: 엘런 러터
- 스턴트: J. J. 페리